# Fossong-Ellelem
Fossong-Ellelem est un groupement de villages et chefferie de 2e degré de la commune de Fongo-Tongo, dans la région de l'Ouest du Cameroun.

## Géographie
Fossong-Ellelem est un village situé à l'ouest de la route départementale D70 sur le versant occidental au pied des escarpements des hauts-plateaux Bamiléké en limite du département de Lebialem dans la région du Sud-Ouest.

## Population
En 1961, la principale ethnie du canton est bamiléké et compte 428 habitants. En 2005, le recensement relève 826 habitants.

## Langues
Le groupement appartient au versant demi-anglophone demi francophone de l'arrondissement de Fongo-Tongo.